# Leslie Holleran
Leslie Holleran ist eine amerikanische Filmproduzentin.
Holleran ist mit dem Filmeditor Andrew Mondshein verheiratet. Sie haben zwei Söhne, Spencer und Taylor, und leben in Larchmont, New York. Beide Söhne sind auch in der Filmbranche aktiv. Es war Andrew Mondshein, der Lasse Hallström, der ebenfalls im Westchester County lebt, seiner Frau vorstellte.
Holleran wurde Co-Produzentin in Lasse Hallströms Romanverfilmung Gottes Werk & Teufels Beitrag. John Irving, erinnert sich, dass es Hollerans Idee war, im Vorspann die gescheiterten Adoptionsversuche Homer Wells’ zu zeigen.
Bei Hallströms darauffolgenden Film, Chocolat – Ein kleiner Biss genügt, war sie eine der drei Produzenten, was ihr eine Nominierung bei der Oscarverleihung 2001 einbrachte. Die Zusammenarbeit zwischen Leslie und Hallström setzte sich bei den vier darauffolgenden Filmen Schiffsmeldungen, Ein ungezähmtes Leben, Casanova sowie The Hoax fort.
Holleran produzierte anschließend den Pilotfilm der Fernsehserie New Amsterdam.
2011 erschien der von ihr produzierte Film Wer ist Hanna?.
Gemeinsam mit Irena Salina arbeitet sie derzeit an einem Bollywood-Film, der Diwali heißen soll.